# Lensvik
Lensvik är en by i Orklands kommun i Trøndelag fylke i Norge. Byn ligger vid Trondheimsfjorden, cirka en kilometer norr om tätorten Selbekken. Den har tidigare utgjort centralort i dåvarande Lensviks kommun i Sør-Trøndelag fylke.